# Lirobarleeia herrerae
Lirobarleeia herrerae is een slakkensoort uit de familie van de Barleeiidae. De wetenschappelijke naam van de soort is voor het eerst geldig gepubliceerd in 1930 door Baker, Hanna & Strong.